# Gémini (film, 2002)
Pour les articles homonymes, voir Gemini.
 (novembre 2015).
Si vous disposez d'ouvrages ou d'articles de référence ou si vous connaissez des sites web de qualité traitant du thème abordé ici, merci de compléter l'article en donnant les références utiles à sa vérifiabilité et en les liant à la section « Notes et références ».
Gémini est un film d'action indien en langue tamoule, écrit et réalisé par Saran (en), sorti en 2002.
Produit par AVM Productions, le film décrit Vikram dans le rôle principal d'un criminel amateur visant à devenir un chef, qui, après être tombé amoureux, décide de quitter la criminalité;  Kiran Rathod joue le rôle de son amoureuse.  Murali joue le rôle de Singaperumal, un officier de police qui inspire et guide Gémini dans sa tentative d'amendement. La distribution comprend encore  Kalabhavan Mani en tant qu'adversaire principal tandis que Vinu Chakravarthy, Manorama et Thennavan jouent des rôles d'importance. Basé sur la guerre des gangs à Chennai, le film plonge dans la vie des hors-la-loi et dans le rôle que joue la police et la société dans leur tentative de réhabilitation et de rachat.